# Кадо (искусство)
Кадо (яп. 歌道  ка до: , букв. «Путь песни») — японское средневековое учение, имеющее отношение к таким наукам как теория поэзии (яп. 歌論) и стихосложение (яп. 歌学), занимающаяся изучением творчества японской классической поэзии вака, и определяющее себя как учение «до» (яп. 道 до: :, «путь», «учение», «доктрина»)

## История
Антология «Манъёсю» была составлена в период Нара, поэзия вака в то время являлась единственным создаваемым на японском языке литературно-художественным произведением. Однако с ростом японского самосознания, уже в начале X века вместе с составлением антологии «Кокинвакасю», в противовес китайской поэзии стало провозглашаться учение «Ута но мити» (яп. 歌の道). Характерным примером является написанное Осикоти-но Мицунэ во время Кёкусуй-но эн (яп. 曲水の宴) проводимым в особняке Ки-но Цураюки предисловие к стихотворениям (яп. 三月三日紀師匠曲水宴（紀師匠曲水宴和歌)) в котором упоминается данное учении. К тому же эпоха правления императора Дайго, при котором была составлена антология «Кокинвакасю», стала называться Энги (яп. 延喜) и стало так, что начали связывать начало составления «Тёкусенвакасю» с идеям о блестящем правлении императора Дайго. Вдобавок, после прекращения японских делегаций в Танский Китай, началось ослабление влияния китайского стиля на японскую поэзию, и развитие собственного японского стиля, а также увеличение количество проводимых поэтических встреч, состязаний и других мероприятий. Для создания более лучших произведения вака, имели место мысли о создание классического канона, а также систематизации тем и смыслов названий вака. И результате долгих исследований, было принято систематизированное учение Кадо (яп. 歌道).
В середине XI века, когда можно было заметить зачатки системы Сисё (яп. 師匠), были сформированы такие дома аристократов (кугэ) как «Рокудзёто-кэ», «Рокудзё-кэ» и«Микохидари-кэ». При таких обстоятельствах усиливались тенденций принципа главенства художественной литературы в поэтических кругах, и итоге появились черты таинства и мистификации таковых, которые под конец средневековья достигли своего пика. В скором времени, для клана «Микохидари-кэ», который вытеснил все остальные кланы, и, придерживаясь традиционализму, организовал единую систему создания вака. Преподавание Кадо стало семейно наследуемым занятием. После смерти Фудзивара-но Тамэиэ его потомки разделились на 3 течения: «Кёгоку-ха» (яп. 京極派), «Рэйдзей-ха» (яп. 冷泉派) и «Нидзё-ха» (яп. 二条派). К сожалению, клан «Кёгоку-кэ» прекратил своё существование уже в период Камакура, а клан «Нидзё-кэ» пропал в период Мурамати. Потомки клана «Рэйдзэй-кэ» остались и до сегодняшнего дня. Однако после исчезновения клана «Нидзё-эе» осталось большое количество последователей, который оказали сильное влияние на Кадо до нового времени.
Клан «Нидзё-ха» начал по своему трактовать «Кокинвакасю» которая считалась идеалом среди «Тёкусэнвакасю», создав свод тайных учений «Кокиндэнсю»и начав преподавать его как тайное знание, передающееся только от учителя к ученику. Наряду с таинственностью и секретностью, знание «Кокиндэнсю» наделял высшим авторитетом в средневековых поэтических кругах. Известными наследниками «Кокиндэнсю» являются То-но Цунэёри, Соги, Хосокава Фудзитака и принц Хатидзё Тосихито.
Однако с началом периода Эдо, учение было раскритиковано Киносита Кацутоси и Тода Мосуи, и позже начались исследования вака проводимые движением «Кокугаку» (яп. 国学). Традиция написания вака, являющаяся  до этого только занятием императорского дома и придворной знати, стала обычной практикой для семей сёгунов и даймё. В период Мейдзи, вступая в современную эпоху, вместе с реформаторской деятельностью Масаока Сики и Ёсано Тэккан, ценность Кадо стала отрицаться. На этом и закончилась история данного учения.